# Generic Access Network
La Generic Access Network (GAN) es un protocolo, anteriormente conocido como Unlicensed Mobile Access (UMA), hasta que fue adoptada por el 3GPP en abril de 2005.
Describe los sistemas de telecomunicación que permiten un roaming transparente con handover entre LANs y WANs utilizando un mismo teléfono móvil que ha de ser de modo-dual. En la parte de red de área local el acceso radio de los sistemas GAN se efectúa en bandas ISM de uso común, del tipo 802.11 (WiFi). Mientras que en la parte de comunicación móvil en el exterior de edificios, donde no hay cobertura WiFi, se emplean servicios 2,5G del tipo GSM/GPRS, o 3G UMTS.
Lo que se persigue con los sistemas GAN es alcanzar una convergencia plena de servicios fijos y móviles basados en IP, incluida la telefonía vocal. Para ello es preciso que los operadores de telefonía móvil que quieran beneficiarse de esta convergencia tengan redes con arquitectura Subsistema Multimedia IP (IMS) y los de telefonía fija tengan servicios equivalentes a los móviles mediante redes IP fijas.

## Terminales
- BenQ - BenQ E72[1]
- LG - KE 520[2]
- Motorola - A910
- Nokia - 6136, 6086, 6301
- Sagem - my419X
- Samsung - Samsung P200, Samsung T709, Samsung T409,[3] Samsung SGH-P260,[4] Samsung SGH-P520,[5] Samsung T739 (Katalyst)[6]
- BlackBerry - 8820, 8320 (Curve),[7] 8120 (Pearl)[8]
- HP - HP iPAQ 510[9]

### España
El operador móvil virtual ONO io oferta dos terminales: el Nokia 6086 y el Samsung P260.